# Vauxia
Vauxia — вимерлий рід викопних губок з класу звичайних губок, що існува з середини кембрію до пізнього силуру (520—425 млн років тому).

## Історія відкриття

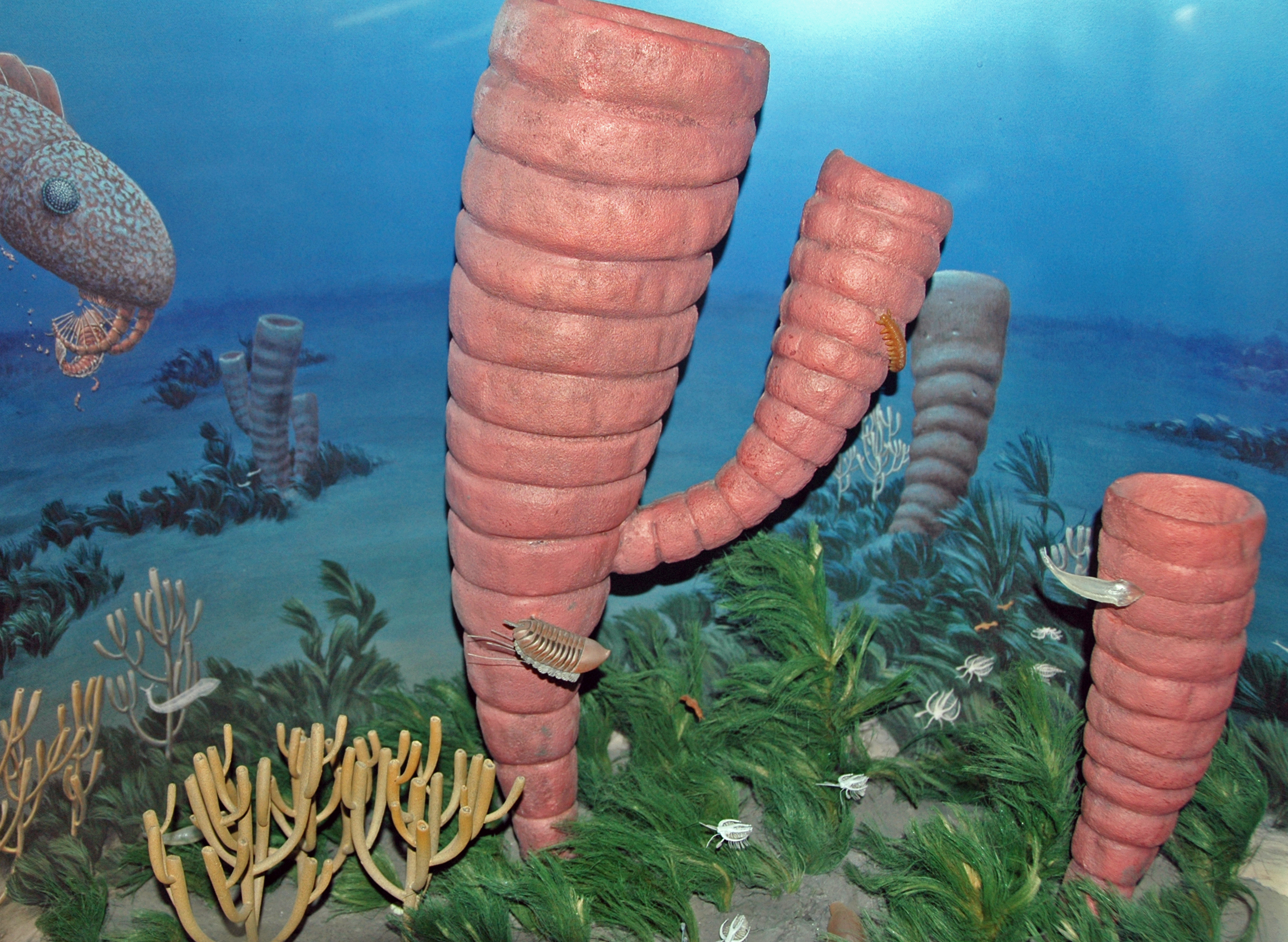
Діорама з реконстукцією Vauxia

Викопні відбитки губки знайдені у Канаді та США. Рід описаний у 1920 році американським палеонтологом Чарлзом Дуліттлом Волкоттом. Названий на честь його дружини Мері Во Волкотт, яка теж була натуралісткою, та гори Во у національному парку Його, де знайдено типові зразки роду.

## Опис
Кожна гілка складалася з мережі ниток. У Vauxia також був скелет зі спонгіну (гнучкого органічного матеріалу), звичайний для сучасних губок. Так само, як Choia та інші губки, Vauxia годувалася шляхом вилучення поживних речовин з води.